# Rhyacia suffusa
Rhyacia suffusa är en fjärilsart som beskrevs av Tutt 1892. Rhyacia suffusa ingår i släktet Rhyacia och familjen nattflyn. Inga underarter finns listade.